# L'Auberge de l'alpiniste mort
L'Auberge de l'alpiniste mort (titre original : Otel « U Pogibchego Alpinista ») est un roman de science-fiction soviétique d'Arcadi et Boris Strougatski, publié en 1982 aux Éditions Znanie et, en France, en 1988 aux Éditions Denoël.
Œuvre de divertissement, ce roman se démarque nettement de L'Arc-en-ciel lointain ou de Les Mutants du brouillard, par l'absence des préoccupations politiques et philosophiques des frères Strougatski, et un traitement plus discret (au départ) et plus burlesque des thèmes de la science-fiction. Cependant, on y retrouve d'autres aspects caractéristiques de leur écriture : des personnages pittoresques, notamment en état d'ébriété, la satire de la bureaucratie, ici à travers le narrateur, ainsi que les limites dérisoires de notre compréhension du monde.

## Résumé
Le roman débute à la manière d'une enquête policière : Peter Glebski, inspecteur de police, passe ses vacances dans un hôtel près d'une station de ski. La clientèle cosmopolite et le personnel de l'hôtel constituent une galerie de personnages tous plus excentriques les uns que les autres, mais décidés pour la plupart à bien profiter de leur séjour. Aussi, rares sont ceux qui s'inquiètent d'une série de menus larcins, les autres les considérant comme des plaisanteries. 
Mais très vite, alors qu'une avalanche a isolé l'hôtel du reste du monde, des vols plus importants se produisent et l'un des pensionnaires, Olaf Andvarafors, est retrouvé mort. Les circonstances du meurtre demeurent bien énigmatiques : Andvarafors était dans sa chambre, verrouillée de l'intérieur ; son cou a subi une rotation de 180° ; enfin, ses bagages ne contiennent qu'un boîtier électronique impossible à identifier. 
Glebski entreprend donc de mener l'enquête, tandis que beuveries, fêtes et flirts se poursuivent dans l'hôtel, et sans se priver d'y participer. De nouveaux événements mystérieux se produisent, telle l'agression de Heenkus, autre pensionnaire, par son double. Alors que Glebski, enquêteur consciencieux mais inefficace, piétine dans ses investigations, la piste extra-terrestre qu'il écartait sagement s'avèrera brutalement être la clef de l'énigme, mais sous une forme plus rocambolesque et plus délirante que le lecteur ne pouvait l'imaginer.

## Édition française
L'Auberge de l'alpiniste mort (Otel « U Pogibchego Alpinista »), traduction d'Antoine Volodine, édition Denoël, « Présence du futur », 1988

## Adaptations

### Film
Le roman a été adapté par le réalisateur estonien Grigori Kromanov dans le film soviétique L'Auberge de l'alpiniste mort sorti en 1979.

### Jeu vidéo
L'Auberge de l'alpiniste mort a été adapté en jeu vidéo d'aventure en 2008 par Electronic Paradise sous le titre Le Pic rouge : L'Auberge de l'alpiniste mort.